# Рогозин, Георгий Георгиевич
Гео́ргий Гео́ргиевич Рого́зин (7 августа 1942, Владивосток — 6 марта 2014, Москва) — российский государственный деятель и эзотерик, кандидат юридических наук, генерал-майор ФСБ в отставке, бывший первый заместитель начальника Службы безопасности Президента РФ. После ухода в отставку — член РАЕН, член Международной академии информатизации, ректор-руководитель мастерской по составлению психологических портретов личности (криминалистика), 1-й вице-президент Российского союза энерго-эффективности, почётный член президиума Федерации «косики каратэ» России, директор Департамента стратегического планирования «Элбим-банк».

## Биография
Георгий Георгиевич Рогозин родился 7 августа 1942 года в г. Владивосток в семье морского офицера Георгия Петровича Рогозина (1915—1987) и Марии Григорьевны Рогозиной (дев. Локтионовой) (1915—2009).
В 1959 году поступил во Владивостокский судостроительный техникум Приморского совнархоза, окончил его в 1962 году по специальности «Судовые силовые установки».
В 1962—1965 гг. служил в рядах Вооружённых сил СССР (Бригада специального назначения ГРУ ГШ МО ВС СССР, Уссурийск).
В 1969 г. окончил Высшую Краснознамённую школу («ВКШ») КГБ, 1-й факультет (контрразведка, специальность — военная контрразведка).
До 1972 г. служил оперуполномоченным на кораблях гидрографической службы Тихоокеанского флота.
В 1972—1975 гг. учился в аспирантуре ВКШ КГБ, 1-й спецкафедры (основы контрразведывательной деятельности), получил учёную степень кандидата юридических наук. Был оставлен преподавать в ВКШ, на 3-й спецкафедре (военная контрразведка).
В 1978—1980 гг. — старший уполномоченный, потом старший научный сотрудник оперативно-аналитической службы 3-го управления КГБ СССР (военная контрразведка).
В 1980—1983 гг. — старший научный сотрудник, а позже заместитель начальника отдела одной из лабораторий НИИ КГБ, майор (работал в ведомственном НИИ «Прогноз» — разработка вопросов защиты государственной тайны и государственных секретов).
В 1983—1985 гг. — старший оперуполномоченный информационно-аналитического отдела в Приморском краевом управлении КГБ во Владивостоке (носил форму капитана 2-го ранга).
В 1985 г. — старший оперуполномоченный Управления «А» (аналитического) 2-го управления КГБ (общая контрразведка — работа с иностранными резидентурами, дипломатическими и коммерческими представительствами).
В 1986 г. — помощник начальника отдела в том же 2-м Главном Управлении, подполковник,
В 1987 г. — заместитель начальника того же отдела.
В 1988—1992 гг. работал в Институте проблем безопасности (НИИ КГБ) учёным консультантом 1-го отдела. Занимался научно-исследовательской, оперативной работой в структуре КГБ, работал в президентской структуре.
В 1992—1996 гг. — первый заместитель начальника Службы безопасности Президента РФ. Занимался вопросами астрологии, телекинеза и парапсихологии, при этом сам прибегал к оккультным практикам. Получил псевдоним «Мерлин Кремля» (или «Нострадамус в погонах»).
В 1994 г. — генерал-майор ФСБ России.
В 1995 г. — Рогозин способствовал раскрутке создателя секты Грабового Григория Петровича.
28 февраля 1996 г. вошёл в состав Межведомственной комиссии по защите государственной тайны (по должности). Был освобожден от обязанностей первого заместителя начальника Службы безопасности Президента РФ.
В 1997 г. — руководит инвестиционной компанией, связанной с МАПО «МИГ». Консультант банка «СБС-Агро».
В апреле 1998 г. назначен директором Департамента стратегического планирования «Элбим-Банк». Директор «Научно-Исследовательского Института Экспериментальной и Практической Психологии».
До 2011 г. — вице-президент фонда «Законность и порядок». Главный консультант корпорации ЮРИФ.
Похоронен на Троекуровском кладбище.

## Семья
Есть сын, дочь и 2 внука.

## Критика
Председатель Комиссии по борьбе с лженаукой и фальсификацией научных исследований Эдуард Кругляков утверждал, что Георгий Рогозин способствовал приглашению в окружение президента лиц, заявлявших якобы о наличии у себя экстрасенсорных способностей:

В те годы в окружении президента царила чудовищная вакханалия мракобесия, новая распутинщина. С этим ведомством сотрудничало очень много всевозможных экстрасенсов, целителей, оккультистов, астрологов и прочих шарлатанов. Покровительствовал им первый заместитель Александра Коржакова генерал-майор Георгий Рогозин. Я напомню, что в те времена служба безопасности президента, которую возглавлял Коржаков, была в расцвете своего могущества, её интересы и возможности простирались гораздо шире формальной компетенции. Покровительство второго человека в этой структуре — это был колоссальный ресурс, способный решать очень многие задачи, в том числе и в бизнесе.
Полковник Службы безопасности президента Александр Школьников утверждал:

Коржакову пришлась по душе давняя страсть Георгия — парапсихология, астрология, предсказания, оккультные науки... Я точно знаю, видел собственными глазами его «продукцию»: графики, диаграммы, карты расположения светил, которые он ярко раскрашивал — как Бог черепаху... И на каждой — личная круглая печать, как у доктора.

## Публикации
- Ратников Б. К.[англ.], Рогозин Г. Г., Сутул И. П., Фонарев Д. Н. За гранью познанного. — М.: «ВеГа», 2008. — ISBN 978-5-903649-02-0.
- Ратников Б. К., Рогозин Г. Г. Фонарев Д. Н. За гранью познанного. Антология. — М.: НОУ «Академия управления», 2010. — 388 с. — ISBN 978-5-91047-012-9.
- Ратников Б. К., Рогозин Г. Г. Риски развития России с позиции пситехнологий. — М.: НОУ «Академия управления», 2012. — 135 с. — ISBN 978-5-91047-020-4.
- Ратников Б. К., Рогозин Г. Г. Картина мира в представлении спецслужб. — М.: НОУ «Академия управления», 2011. — 212 с. — ISBN 978-5-91047-019-8.
- Пси-войны России и Америки[2].
- Кто вы? — Хранитель вечности…, 2014[2].

### Документальные фильмы с его участием
- «Зов бездны»[8]
- «Штурм сознания»[9]
- «Великий самозванец. Граф Вронский»